# Козлів (Володимирський район)
Козлі́в — село в Україні, у Локачинській селищній громаді Володимирського району Волинської області. Населення становить 431 особу.

## Історія
У 1906 році село Хорівської волості Володимир-Волинського повіту Волинської губернії. Відстань від повітового міста 28 верст, від волості 4. Дворів 48, мешканців 334.
12 червня 2020 року, відповідно до розпорядження Кабінету Міністрів України № 708-р «Про визначення адміністративних центрів та затвердження територій територіальних громад Волинської області», увійшло до складу Локачинської селищної територіальної громади.
19 липня 2020 року, в результаті адміністративно-територіальної реформи та ліквідації  Локачинського району, село увійшло до новоутвореного Володимир-Волинського району (від 18 липня 2022 Володимирського).

## Населення
Згідно з переписом УРСР 1989 року чисельність наявного населення села становила 399 осіб, з яких 189 чоловіків та 210 жінок.
За переписом населення України 2001 року в селі мешкало 430 осіб. 100 % населення вказало своєю рідною мовою українську мову.